# Tomoxena alearia
Tomoxena alearia là một loài nhện trong họ Theridiidae.
Loài này thuộc chi Tomoxena. Tomoxena alearia được Tord Tamerlan Teodor Thorell miêu tả năm 1890.